# Amt Rudolstadt
Das Amt Rudolstadt  war ein Gerichts- und Verwaltungsbezirk in der Schwarzburg-Rudolstädter Oberherrschaft mit Sitz in Rudolstadt.

## Geschichte
Das Amt Rudolstadt wurde 1334 von den Grafen von Schwarzburg-Blankenburg aus dem Besitz der Grafen von Orlamünde erworben. Es war seit 1361 ein böhmisches Lehen. 1574 ging das Amt an Schwarzburg-Rudolstadt über.

## Umfang
Das Gericht umfasste die Orte:
- Cumbach
- Eichfeld
- Eschdorf
- Geitersdorf (seit 1825 von Sachsen-Gotha-Altenburg, Amt Oberkranichfeld)
- Groschwitz (seit 1829 vom Amt Blankenburg)
- Keilhau (seit 1829 vom Amt Blankenburg)
- Kirchhasel
- Milbitz bei Teichel (seit 1825 von Sachsen-Gotha-Altenburg, Amt Oberkranichfeld)
- Mörla (seit 1825 von Sachsen-Gotha-Altenburg, Amt Oberkranichfeld)
- Pflanzwirbach (seit 1825 von Sachsen-Gotha-Altenburg, Amt Oberkranichfeld)
- Rudolstadt-Altstadt (bis 1829 selbstständige Gemeinde)
- Schaala
- Schwarza (seit 1829 vom Amt Blankenburg)
- Teichröda
- Teichweiden
- Unterhasel
- Volkstedt
- Weitersdorf, Vorwerk bei Teichweiden

## Aufgaben
Das Amt Rudolstadt war zunächst Gericht erster Instanz und gleichzeitig untere Verwaltungsbehörde. Eine Trennung der Rechtsprechung von der Verwaltung war nicht gegeben. Bis 1829 wurde das Amt Blankenburg von Rudolstadt mitverwaltet.
Die Märzrevolution führte auch in Schwarzburg-Rudolstadt zur Forderung nach Abschaffung der Patrimonialgerichte und zur Trennung von Rechtsprechung und Verwaltung.
Am 1. Juli 1850 traten die Organisationsgesetze in Kraft, die das Gerichtswesen grundsätzlich änderte. Rechtsgrundlage war das Gesetz wegen künftiger Einrichtung der Rechtspflege vom 1. Mai 1850 und das Gesetz über die Zuständigkeit der Gerichte und über den Instanzenzug in bürgerlichen Rechtsstreitigkeiten. Damit waren die Patrimonialgerichte abgeschafft und Verwaltung und Rechtsprechung getrennt worden.
Das Amt Rudolstadt war nun ein reines Justizamt, also Gericht erster Instanz mit einem Justizamtmann als Einzelrichter. Darüber stand das Kreisgericht Rudolstadt. Die Verwaltungsaufgaben waren an das neu geschaffene Landratsamt Rudolstadt übergegangen.
In der Reaktionsära wurde die Trennung von Rechtsprechung und Verwaltung aus Kostengründen wieder in Frage gestellt. Die Verordnung über die Organisation der unteren Landesverwaltungsbehörden vom 1. Mai 1858 hob die Landratsämter auf und überwies den Justizämtern die Verwaltungsaufgaben. Auf Wunsch des Landtags wurden mit Gesetz vom 7. Februar 1868 die Landratsämter wieder hergestellt und die Gerichte wieder von den Verwaltungsaufgaben befreit. Gleichzeitig wurde das Amt Blankenburg aufgehoben und dessen Gerichtssprengel dem Amt Rudolstadt zugeordnet.
Im Rahmen der Einführung der Reichsjustizgesetze wurde das Amt Rudolstadt in das Amtsgericht Rudolstadt umgewandelt.

## Patrimonialgerichte
Im Amt bestanden eine Anzahl an Patrimonialgerichten. Für diese Orte und Gebiete war nicht das Amt, sondern das jeweilige Patrimonialgericht Eingangsgericht.
| Gericht                          | Sitz          | Art                    | Gerichtsherr / Anmerkungen                    |
| -------------------------------- | ------------- | ---------------------- | --------------------------------------------- |
| Patrimonialgericht Breitenheerda | Breitenheerda |                        | zu Tännich, 1712 an Amt Ehrenstein            |
| Patrimonialgericht Lichstedt     | Lichstedt     | Erb- und Niedergericht | von Ketelhodt (seit 1829 vom Amt Blankenburg) |
| Patrimonialgericht Tännich       | Tännich       |                        | 1712 an Amt Ehrenstein                        |

Die Stadt Rudolstadt verfügte über eine eigene Niedergerichtsbarkeit. Auch Teichel hatte eine (wenn auch stark eingeschränkte) Niedergerichtsbarkeit.